# Hrabstwo Pottawatomie (Oklahoma)
Pottawatomie – hrabstwo w stanie Oklahoma w USA. Populacja liczy 65 521 mieszkańców (stan według spisu z 2000 roku).

## Miasta
- Asher
- Bethel Acres
- Brooksville
- Dale (CDP)
- Earlsboro
- Johnson
- Macomb
- Maud
- McLoud
- Pink
- St. Louis
- Shawnee
- Tecumseh
- Tribbey
- Wanette